# Prix André-Guérin
Pour un article plus général, voir Société Saint-Jean-Baptiste de Montréal.
Le prix André-Guérin est un prix québécois visant à honorer une personne qui s'est distinguée dans le domaine du cinéma et de la vidéo. Il a été créé en 1990 par la Société Saint-Jean-Baptiste de Montréal à la mémoire d'André Guérin qui a été président de la Régie du cinéma du Québec et président du Bureau de surveillance du cinéma. 
En 1993, la remise du prix devient triennale.

## André Guérin
Né en 1928 à Montréal et mort le 16 juin 1989, André Guérin étudie d'abord en philosophie à l'Université de Montréal puis en administration publique à l'Université Harvard. Il joint ensuite l'Office national du film avant d'être nommé directeur du Bureau de la censure en 1963. Il procède alors à de multiples réformes. Il instaure notamment un nouveau système de classification des films qui abolit la censure des films proprement dite (et donc les coupures d'extraits) pour plutôt classer les films en fonction du public auquel il est destiné. Contre la censure, il fait pression sur le gouvernement pour que finalement la nouvelle Loi sur le cinéma soit adoptée en 1967 et donne éventuellement naissance à la Régie du cinéma.
À la tête de ces organisme jusqu'en 1986, André Guérin démissionne en 26 septembre. Il meurt l'année suivante.

## Liste des lauréats
- 1990 - André Forcier
- 1991 - Jean-Claude Labrecque
- 1994 - Jacques Bobet
- 1997 - Anne Claire Poirier
- 2014 -  La Bande Sonimage
- 2014 - prix hommage à Martine Mauroy